# 3472 Upgren
3472 Upgren (1981 EJ10) là một tiểu hành tinh vành đai chính được phát hiện ngày 1 tháng 3 năm 1981 bởi S. J. Bus ở Siding Spring.